# Temporada 1992-93 de los Indiana Pacers
La temporada 1992-93 fue la decimoséptima de los Indiana Pacers en la NBA, tras la fusión de la liga con la ABA, donde había jugado nueve temporadas más. La temporada regular acabó con 41 victorias y 41 derrotas, ocupando el octavo puesto de la conferencia Este, clasificándose para los playoffs en los que cayeron en primera ronda ante New York Knicks.

## Elecciones en elDraft
| Ronda | Puesto | Jugador     | Posición | Nacionalidad   | Universidad |
| ----- | ------ | ----------- | -------- | -------------- | ----------- |
| 1     | 14     | Malik Sealy | Escolta  | Estados Unidos | St. John's  |

## Temporada regular
| División Central      | División Central | División Central | División Central | División Central | División Central | División Central | División Central | División Central |
| Equipo                | G                | P                | %                | PD               | Casa             | Fuera            | Div              |                  |
| --------------------- | ---------------- | ---------------- | ---------------- | ---------------- | ---------------- | ---------------- | ---------------- | ---------------- |
| y-Chicago Bulls       | 57               | 25               | .695             | —                | 31–10            | 26–15            | 19–9             |                  |
| x-Cleveland Cavaliers | 54               | 28               | .659             | 3                | 35–6             | 19–22            | 22–6             |                  |
| x-Charlotte Hornets   | 44               | 38               | .537             | 13               | 22–19            | 22–19            | 12–16            |                  |
| x-Atlanta Hawks       | 43               | 39               | .524             | 14               | 25–16            | 18–23            | 12–16            |                  |
| x-Indiana Pacers      | 41               | 41               | .500             | 16               | 27–14            | 14–27            | 11–17            |                  |
| Detroit Pistons       | 40               | 42               | .488             | 17               | 28–13            | 12–29            | 12–16            |                  |
| Milwaukee Bucks       | 28               | 54               | .341             | 29               | 18–23            | 10–31            | 10–18            |                  |

## Playoffs

### Primera ronda
New York Knicks  vs. Indiana Pacers
| Fecha       | Partido                                 | Ciudad       |
| ----------- | --------------------------------------- | ------------ |
| 30 de abril | New York Knicks 107, Indiana Pacers 104 | Nueva York   |
| 2 de mayo   | New York Knicks 101, Indiana Pacers 91  | Nueva York   |
| 4 de mayo   | Indiana Pacers 116, New York Knicks 93  | Indianapolis |
| 6 de mayo   | Indiana Pacers 100, New York Knicks 109 | Indianapolis |
|             | New York Knicks gana las series 3-1     |              |

## Estadísticas

### Temporada regular
| Rk | Jugador          | Edad | P  | PT | MP   | TC  | TCI  | %TC  | T3  | T3I | %T3  | TL  | TLI | %TL  | RO  | RD  | RT  | AS  | RB  | TAP | BP  | FP  | PTS  |
| -- | ---------------- | ---- | -- | -- | ---- | --- | ---- | ---- | --- | --- | ---- | --- | --- | ---- | --- | --- | --- | --- | --- | --- | --- | --- | ---- |
| 1  | Detlef Schrempf  | 30   | 82 | 60 | 37.8 | 6.3 | 13.2 | .476 | 0.1 | 0.6 | .154 | 6.4 | 8.0 | .804 | 2.6 | 7.0 | 9.5 | 6.0 | 1.0 | 0.3 | 3.0 | 3.7 | 19.1 |
| 2  | Reggie Miller    | 27   | 82 | 82 | 36.0 | 7.0 | 14.5 | .479 | 2.0 | 5.1 | .399 | 5.2 | 5.9 | .880 | 0.8 | 2.3 | 3.1 | 3.2 | 1.5 | 0.3 | 1.8 | 2.2 | 21.2 |
| 3  | Pooh Richardson  | 26   | 74 | 73 | 32.4 | 4.6 | 9.5  | .479 | 0.0 | 0.4 | .103 | 1.2 | 1.7 | .742 | 0.9 | 2.8 | 3.6 | 7.7 | 1.3 | 0.2 | 2.3 | 1.8 | 10.4 |
| 4  | Dale Davis       | 23   | 82 | 82 | 27.6 | 3.7 | 6.5  | .568 | 0.0 | 0.0 |      | 1.5 | 2.7 | .529 | 3.5 | 5.3 | 8.8 | 0.8 | 0.8 | 1.8 | 1.0 | 3.3 | 8.9  |
| 5  | Rik Smits        | 26   | 81 | 81 | 25.6 | 6.1 | 12.6 | .486 | 0.0 | 0.0 |      | 2.1 | 2.8 | .732 | 1.6 | 3.8 | 5.3 | 1.5 | 0.3 | 0.9 | 1.8 | 3.5 | 14.3 |
| 6  | Vern Fleming     | 30   | 75 | 8  | 20.0 | 3.7 | 7.4  | .505 | 0.1 | 0.5 | .194 | 1.9 | 2.6 | .726 | 0.8 | 1.4 | 2.3 | 3.0 | 0.8 | 0.1 | 1.6 | 1.7 | 9.5  |
| 7  | George McCloud   | 25   | 78 | 21 | 19.2 | 2.8 | 6.7  | .411 | 0.7 | 2.3 | .320 | 1.0 | 1.3 | .735 | 0.8 | 1.9 | 2.6 | 2.5 | 0.7 | 0.1 | 1.4 | 2.1 | 7.2  |
| 8  | Sam Mitchell     | 29   | 81 | 1  | 17.3 | 2.7 | 6.0  | .445 | 0.0 | 0.3 | .174 | 1.9 | 2.3 | .811 | 1.1 | 1.9 | 3.1 | 0.9 | 0.3 | 0.1 | 0.6 | 2.6 | 7.2  |
| 9  | Kenny Williams   | 23   | 57 | 0  | 14.8 | 2.6 | 4.9  | .532 | 0.0 | 0.1 | .000 | 0.8 | 1.2 | .706 | 1.8 | 2.2 | 4.0 | 0.7 | 0.4 | 0.8 | 0.5 | 1.5 | 6.1  |
| 10 | Malik Sealy      | 22   | 58 | 2  | 11.6 | 2.3 | 5.5  | .426 | 0.1 | 0.5 | .226 | 0.9 | 1.3 | .689 | 1.0 | 0.9 | 1.9 | 0.8 | 0.6 | 0.1 | 1.0 | 1.3 | 5.7  |
| 11 | LaSalle Thompson | 31   | 63 | 0  | 11.6 | 1.7 | 3.4  | .488 | 0.0 | 0.0 | .000 | 0.5 | 0.6 | .744 | 0.9 | 2.0 | 2.8 | 0.5 | 0.5 | 0.4 | 0.7 | 2.2 | 3.8  |
| 12 | Sean Green       | 22   | 13 | 0  | 6.2  | 2.2 | 4.2  | .509 | 0.2 | 0.8 | .300 | 0.2 | 0.3 | .750 | 0.3 | 0.4 | 0.7 | 0.5 | 0.2 | 0.1 | 0.7 | 0.8 | 4.8  |
| 13 | Greg Dreiling    | 30   | 43 | 0  | 5.6  | 0.4 | 1.3  | .328 | 0.0 | 0.1 | .000 | 0.2 | 0.3 | .533 | 0.6 | 0.9 | 1.5 | 0.2 | 0.1 | 0.2 | 0.2 | 1.4 | 1.1  |

### Playoffs
| Rk | Jugador          | Edad | P | PT | MP   | TC   | TCI  | %TC   | T3  | T3I | %T3   | TL  | TLI | %TL   | RO  | RD  | RT  | AS  | RB  | TAP | BP  | FP  | PTS  |
| -- | ---------------- | ---- | - | -- | ---- | ---- | ---- | ----- | --- | --- | ----- | --- | --- | ----- | --- | --- | --- | --- | --- | --- | --- | --- | ---- |
| 1  | Reggie Miller    | 27   | 4 | 4  | 43.8 | 10.0 | 18.8 | .533  | 2.5 | 4.8 | .526  | 9.0 | 9.5 | .947  | 1.0 | 2.0 | 3.0 | 2.8 | 0.8 | 0.0 | 2.5 | 2.8 | 31.5 |
| 2  | Detlef Schrempf  | 30   | 4 | 4  | 41.3 | 6.3  | 13.5 | .463  | 0.0 | 0.5 | .000  | 7.0 | 9.0 | .778  | 0.8 | 5.0 | 5.8 | 7.3 | 0.3 | 0.5 | 4.3 | 3.5 | 19.5 |
| 3  | Rik Smits        | 26   | 4 | 4  | 35.8 | 9.3  | 16.0 | .578  | 0.0 | 0.3 | .000  | 4.0 | 5.5 | .727  | 3.3 | 4.8 | 8.0 | 1.8 | 1.3 | 1.0 | 2.0 | 4.5 | 22.5 |
| 4  | Dale Davis       | 23   | 4 | 4  | 29.3 | 2.0  | 3.0  | .667  | 0.0 | 0.0 |       | 0.3 | 1.0 | .250  | 1.0 | 7.0 | 8.0 | 1.0 | 1.0 | 1.0 | 0.8 | 3.8 | 4.3  |
| 5  | Vern Fleming     | 30   | 3 | 3  | 26.7 | 4.0  | 9.0  | .444  | 0.7 | 1.3 | .500  | 1.3 | 1.3 | 1.000 | 0.3 | 1.3 | 1.7 | 1.0 | 0.7 | 0.3 | 1.7 | 2.0 | 10.0 |
| 6  | Pooh Richardson  | 26   | 4 | 1  | 23.8 | 1.5  | 3.8  | .400  | 0.3 | 0.3 | 1.000 | 1.0 | 1.5 | .667  | 0.3 | 2.5 | 2.8 | 5.8 | 0.5 | 0.0 | 1.5 | 1.8 | 4.3  |
| 7  | George McCloud   | 25   | 4 | 0  | 19.8 | 2.0  | 5.8  | .348  | 0.5 | 3.0 | .167  | 0.3 | 1.0 | .250  | 0.8 | 2.0 | 2.8 | 3.5 | 1.0 | 0.3 | 1.3 | 3.5 | 4.8  |
| 8  | LaSalle Thompson | 31   | 4 | 0  | 18.3 | 1.3  | 3.8  | .333  | 0.0 | 0.0 |       | 1.3 | 1.5 | .833  | 1.8 | 1.8 | 3.5 | 0.8 | 0.8 | 0.5 | 1.0 | 2.3 | 3.8  |
| 9  | Sam Mitchell     | 29   | 4 | 0  | 6.3  | 1.3  | 2.0  | .625  | 0.0 | 0.0 |       | 0.5 | 0.5 | 1.000 | 0.0 | 0.3 | 0.3 | 0.0 | 0.0 | 0.0 | 0.5 | 1.0 | 3.0  |
| 10 | Malik Sealy      | 22   | 3 | 0  | 6.0  | 0.0  | 1.7  | .000  | 0.0 | 0.3 | .000  | 0.7 | 0.7 | 1.000 | 0.7 | 0.0 | 0.7 | 0.0 | 0.0 | 0.0 | 0.3 | 0.3 | 0.7  |
| 11 | Kenny Williams   | 23   | 2 | 0  | 5.5  | 0.5  | 0.5  | 1.000 | 0.0 | 0.0 |       | 0.0 | 1.0 | .000  | 0.0 | 0.0 | 0.0 | 1.0 | 0.0 | 1.0 | 0.5 | 0.5 | 1.0  |
| 12 | Greg Dreiling    | 30   | 2 | 0  | 2.0  | 0.5  | 0.5  | 1.000 | 0.5 | 0.5 | 1.000 | 0.0 | 0.0 |       | 0.0 | 0.5 | 0.5 | 0.0 | 0.0 | 0.0 | 0.0 | 0.5 | 1.5  |

## Galardones y récords
| Jugador/Entrenador | Galardón |
| Detlef Schrempf    | All-Star |